# Universidad de la Marina Mercante
La Universidad de la Marina Mercante (UdeMM) es una universidad de gestión privada, ubicada en la ciudad de Buenos Aires, Argentina. Es una de las primeras universidades latinoamericanas de origen gremial orientada en sus inicios a facilitar el acceso de los oficiales de la Marina Mercante a una formación de grado. Cuenta con un total de 4 facultades, 28 carreras de grado y 2 de posgrado..En 2024, ocupa el lugar 76° en el Ranking de Universidades Argentinas.
La sede principal está ubicada en la Avenida Rivadavia 2258, Buenos Aires, a cuatro cuadras del Congreso de la Nación Argentina.
Es la primera Universidad Latinoamericana en poseer un Laboratorio de Investigación en Micro-Nanofluídica y Plasma, y en tener el primer Laboratorio de Microfluídica de Argentina. Sus investigadores trabajan en proyectos en colaboración con institutos extranjeros y con especialistas del INTI.

## Historia

### Antecedentes
Originalmente fundada como Fundación Manuel Trigo en el año 1966 , por la necesidad del Centro de Jefes y Oficiales Maquinistas Navales, con el fin de facilitar la capacitación a nivel superior de los profesionales de la Marina Mercante.

### Creación
Posteriormente el 18 de septiembre de 1975 en el contexto del bloqueo impuesto a la expansión institucional mediante el (Decreto 451/73), le es otorgado el reconocimiento definitivo mediante decretos de excepción como el Decreto N.º 1890/74 del Poder Ejecutivo Nacional. Es entonces reconocida dentro del régimen de la Ley N.º 17.604/67 del año 1973, cuya ley reglamenta el funcionamiento de las Universidades Privadas en la República Argentina. Al recibir la aprobación definitiva es nombrada como "Fundación Universidad de la Marina Mercante (ex Fundación Manuel Trigo)".
Originalmente estaba organizada en dos facultades: La facultad de Ingeniería y la de Administración y Economía. Las carreras que se dictaban eran afines a la formación de profesionales universitarios y técnicos superiores para desempeñarse en la Marina Mercante y actividades relacionadas, que por las características que su profesión les imponía, se veían seriamente comprometidas sus posibilidades de acceder a la educación universitaria.

### Fundación
Comenzando a funcionar el 1 de diciembre de 1975 con las carreras de Ingeniería en Electrónica Naval, Ingeniería de Máquinas Navales y la Licenciatura en Administración Naviera.
El primer rector de la Institución fue Tomás Farías y su secretario técnico Antonio Lozano Conejero, con una matrícula aproximada de 200 alumnos.
En diciembre de 1989 la institución obtuvo la autorización definitiva para su funcionamiento académico mediante la resolución (RM N.º 996/89).
En su evolución institucional la universidad fue teniendo distintas dentro de la ciudad de Buenos Aires. La primera fue en la calle Blanes, en el barrio de La Boca, con el rectorado a cargo del Ingeniero Duilio Di Dorio.
Luego en el año 1980 su sede es mudada a la calle Mario Bravo 290 en el barrio porteño de  Almagro, contando ya con una matrícula de alumnos del orden de los 400 alumnos.
Posteriormente en los años 1982 y 1986 son adquiridos dos edificios, en la calle Billinghurst 376 y en la Avenida Díaz Vélez 2889 respectivamente.
Con el transcurso de los años, nuevas carreras de grado fueron incorporadas ,la Universidad continúa el con el esquema de organización original hasta que en el año 1997 se crea la nueva Facultad de Humanidades y Ciencias Sociales, y con posteridad en el año 2008 se agrega la Facultad de Ciencias Jurídicas, Sociales y de la Comunicación.
Actualmente, se encuentra conformada por cuatro Facultades: Ingeniería; Administración y Economía; Humanidades; y Ciencias Jurídicas, Sociales y de la Comunicación. A partir de 1998, la UdeMM comenzó a desarrollar sus actividades en un nuevo edificio de su propiedad que hasta hoy en día es la sede principal emplazado en la Avenida Rivadavia 2258, donde fueron centralizadas tres de sus cuatro facultades. En 1999 son adquiridos dos edificios los cuales fueron anexados al edificio principal, uno situado en la calle Uriburu, donde tiene sede la Facultad de Humanidades.

## Departamento de deportes
La Universidad de la Marina Mercante posee una serie de actividades deportivas, con convenios con campos de deportes,gimnasios y clubes. Existen equipos conformados que compiten anualmente nivel inter-universitario. Los deportes que cuentan actualmente con representaciones en ligas deportivas (Mayoritariamente en ADAU - Asociación de Deporte Amateur Universitario -) y realizan entrenamientos son:
- Vóleibol(Femenino)
- Fútbol (Masculino)
- Básquetbol (Masculino)
- Rugby (Masculino)
- Hockey (Femenino)

## Facultades
Su estructura está organizada en cuatro facultades: Administración y economía, Ciencias jurídicas, sociales y de la comunicación, Humanidades, Ingeniería.
Actualmente, la Universidad de la Marina Mercante cuenta con las siguientes facultades en las que se imparten las siguientes carreras de grado: 

### Facultad de Administración y economía
- Lic. en Administración
- Lic. en  Administración naviera
- Lic. en Administración de sistemas
- Contador Público
- Comercio internacional
- Lic. en Economía
- Lic. en Gestión de transporte ferroviario
- Lic. en Marketing
- Lic. en Seguros
- Lic. en Transportes y logística operativa

### Facultad de Ciencias jurídicas, sociales y de la comunicación
- Abogacía
- Lic. en  Administración en recursos humanos
- Lic. en Ciencias de la comunicación y Escritura Creativa
- Lic. en Relaciones laborales
- Lic. en Gestión ambiental
- Lic. en Relaciones públicas
- Lic. en Turismo
- Martillero público, corredor y administración de consorcios
- Tecnicatura Universitaria en Higiene y Seguridad

### Facultad de Humanidades
- Lic. en Psicología
- Lic. en Psicopedagogía
- Lic. en Producción de Bioimágenes
- Acompañante Terapéutico
- Asistente Psicopedagógico
- Tecnicatura en Radiología

### Facultad de Ingeniería
- Ingeniería Electromecánica
- Ingeniería Eléctrica
- Ingeniería Mecánica
- Ingeniería Electrónica
- Ingeniería Industrial
- Ingeniería en Sistemas

## Convenios internacionales
La Universidad de la Marina Mercante ha desarrollado vinculaciones con universidades extranjeras, que si bien algunas han dejado de aplicarse, o se encuentran solo nominalmente en vigencia se pueden destacar las siguientes activas: Università degli Studi di Bari de Italia, de la misma se deriva la constitución del Centro de Estudios de la República de Italia, en la sede de la Universidad de la Marina Mercante, como así también diversos proyectos conjuntos de organización de extensión universitaria y carreras de posgrado. Universidad Tecnológica Equinoccial (UTE) de Ecuador: Se realizaron firmas de protocolos con las facultades de Ingeniería y de Administración y Economía con el objeto de concretar cursos conjuntos de extensión e intercambio de docentes. Universidad de Barcelona: Se realizaron intercambios de alumnos del área de Economía y Finanzas en conjunción de los acuerdos hechos con la Facultad de Administración y Economía.

## Investigación
La Universidad de la Marina Mercante, dentro del área de la Secretaría de Investigaciones y Desarrollo Tecnológico y en conjunto con su [Facultad de Ingeniería, concentra sus investigaciones y desarrollos en el UIFI “Unidad de Investigación de la Facultad de Ingeniería” y en el UDT “Unidad de Desarrollo Tecnológico”.
La Facultad de Ingeniería cuenta con investigadores entre los cuales se destacan:

### Unidad de investigaciones científicas
- Dra. Diana Grondona (Lic. En Ciencias Físicas y Doctora de la UBA)
- Dr. Ing. Adolfo Altenberg (Ing UBA, M.S. Pensilvania State University, y PhD Texas University)
- Dr. Ing. Juan Martin Cabaleiro, (Ing. UBA, Dr. En Ingeniería Univ. Poiters, Francia)
- Dr. Ing. Alejandro Gronskis (Ing. UBA , Doctor en Ingeniería UBA)

### Unidad de desarrollo tecnológico
- Mgr. Ing. José Pereiras (Mgr . Ing. FI UBA)
- Mgr. Ing. José Villasante (Mgr. Ing. Univ. de San Martín)
- Mgr. Ing. Osvaldo Marcovecchio (Mgr. Ing. UBA)

Dentro de la Facultad de Humanidades se encuentra el Instituto de Investigaciones en Psicología "Dra. Julia Duplessis" unidad en la que se llevan a cabo proyectos de investigación por los siguientes profesionales en psicología clínica y comunitaria:

### Unidad instituto de investigaciones en psicología
- Dra. Julieta Olivera Ryberg (Dra. en Psicología,  UBA; Lic. en Psicología - Universidad de Belgrano)
- Dra. Maite Beramendi (Dra. en Psicología, Lic. en Psicología UBA)
- Mg. Daniel Mingorance (Magíster en Servicios de Salud de Gerontología- Universidad iSALUD, Licenciado en Psicología, UBA)
- Mg. Nora Juri (Magíster en Gestión de Proyectos Educativos; Licenciada en Tecnologías de Comunicación Educativas - Universidad CAECE)
- Lic. Carlos Vallejos (Licenciado en Psicología, UBA)
- Lic. David Vargas Castro (Doctorando en Psicología, UBA, Psicólogo -Universidad del Norte, Barranquilla, Colombia)
- Lic. Eric Bettros (Doctorando en Psicología- UCES; Licenciado en Psicología - UdeMM)

Dentro de la Facultad de Ciencias Jurídicas, Sociales y de la Comunicación,  se realizan trabajos de investigación en el ámbito de las Ciencias Jurídicas y establecen un vínculo permanente con las Facultades y carreras de la Universidad, con el fin de contribuir a la formación profesional de alumnos, docentes y graduados interesados en el desarrollo del conocimiento en la disciplina.
Está formado por 9 docentes e investigadores de la UdeMM:

### Instituto de investigaciones en derecho
- Dra. Pilar Rebaudi Basavilbaso (Secretaria Ejecutiva del IID/Abogada, Magíster en Derecho por la Universidad Austral)
- Dra. Alejandra Mpolás  (Abogada, Especialista en Derecho de los Recursos Naturales por la Universidad de Buenos Ai res)
- Dra. Soledad Sugrañes (Abogada, Especialista en Derecho Probatorio por la Universidad de Buenos Aires)
- Dr. Walter Vázquez Fiel (Abogado por la Universidad de Morón)
- Dr. José Eduardo Russo (Abogado y procurador por la Universidad de Buenos Aires - juez de la Cámara de Apelaciones en lo Civil y Comercial)
- Dr. Juan Martín Morales  (Abogado por la Universidad Católica Argentina)
- Dr. Sergio Walter Rea (Abogado, por la Universidad de la Marina Mercante)